# Comité pour les cinq provinces coréennes du nord

Drapeau du Comité pour les cinq provinces coréennes du nord.

Carte de la Corée du Nord avec les divisions provinciales revendiquées par la Corée du Sud.

Drapeau du Comité pour les cinq provinces coréennes du nord (1949-2016).

Le Comité pour les cinq provinces coréennes du nord est un organisme gouvernemental sud-coréen qui dépend du ministère de la Sécurité et de l'Administration publique (en).

## Histoire
Créé en 1949, le comité est officiellement responsable de l'administration des cinq provinces coréennes entièrement situées au nord de la ligne de démarcation militaire, le gouvernement sud-coréen considérant être officiellement l'unique gouvernement légitime de l'ensemble de la Corée. Le Président de la Corée du Sud nomme des gouverneurs pour chacune des cinq provinces. Cependant, leur rôle est surtout symbolique, car le territoire est sous la juridiction de la Corée du Nord. Sa principale fonction est de fournir un soutien aux transfuges nord-coréens vivant en Corée du Sud, y compris à aider leur réinstallation.
Malgré son nom, le comité ne joue aucun rôle dans les relations entre la Corée du Nord et la Corée du Sud. Dans le cas de l'effondrement de la Corée du Nord, les plans d'urgence prévoient de créer un organisme mis en place pour administrer le Nord sous la direction du Ministre de l'Unification. Dans ce cas, les cinq gouverneurs devront démissionner et le comité serait dissous.

## Drapeaux des cinq provinces (pour la Corée du Sud)

Hamgyong du Nord (en)
Hamgyong du Sud (en)
Hwanghae (en)
Pyongan du Nord (en)
Pyongan du Sud (en)